# Ismael Crespo
Ismael Crespo Martínez est un politologue et américaniste espagnol, professeur titulaire de Sciences Politiques à l’université de Murcie dont il dirige également le département de sciences politiques. 
Il gère également la revue numérique Más Poder Local dédiée à la communication politique et aux comportements électoraux principalement en Espagne et en Amérique latine. Depuis 2012, il est président de l’Association latino-américaine de chercheurs en campagnes électorales (ALICE).

## Biographie
Il obtient son doctorat en science politique et sociologie en 1995 en défendant sa thèse, dirigée par Manuel Alcántara Sáez, Crise et transformations des Relations politiques en Uruguay. Analyse du comportement des acteurs lors des processus de changement de régime politique.
Il dirige, de 1997 à 1999, le Centre de recherche sociologique (CIS). À cette période et depuis le département de sciences politiques de l’université de Murcie, il se charge des projets de « Leadership et campagnes électorales » et « Idéologies et campagnes électorales ».
Il est nommé directeur général des universités du gouvernement espagnol en 2000, Puis il fonde et dirige en 2002, et ce jusque 2004, l’Agence espagnole d’évaluation de la qualité et d’accréditation universitaire (ANECA). Il coordonne alors les travaux relevant du domaine de l’éducation de la présidence espagnole du Conseil de l'Union européenne en 2002 et du Comité de l’Espace Commun de l’Éducation supérieure Union européenne, Amérique latine et Caraïbes (Uealc) -2000-2004.

## Distinctions
Lors de sa carrière professionnelle, Ismael Crespo a reçu diverses distinctions dont la plaque de l’ordre de l’ordre civil d’Alfonse X le Sage, décerné par le gouvernement espagnol ; le grade de commandeur de l'ordre national de la Croix du Sud décerné par le président Fernando H. Cardoso. Il a également été reconnu comme académicien de haut rang par l’Université de Lima et César Vallejo de Trujillo, ainsi que par deux universités argentines : l’université catholique de Cordoba et l’université nationale de La Rioja.